# 철새로
철새로(Cheolsae-ro)는 전북특별자치도 군산시 성산면하구둑사거리에서 익산시 웅포면 웅포삼거리를 잇는 도로이다

## 주요 경유지
전북특별자치도
- 군산시 (성산면 - 나포면) - 익산시 (함라면)

## 노선
| 이름          | 접속 노선                 | 소재지        | 소재지        | 비고          |
| 강변로와 직결 | 강변로와 직결             | 강변로와 직결 | 강변로와 직결 | 강변로와 직결 |
| ------------- | ------------------------- | ------------- | ------------- | ------------- |
| 하구독사거리  | 국도 제21호선 (금강로)    | 군산시        | 성산면        |               |
| 성덕삼거리    | 지방도 제709호선 (오성로) | 군산시        | 성산면        |               |
| 나포교        |                           | 군산시        | 나포면        |               |
| 나포삼거리    | 서라로 옥동2길            | 군산시        | 나포면        |               |
| 웅포삼거리    | 강변로 칠목재로           | 익산시        | 웅포면        |               |
| 강변로와 직결 |                           |               |               |               |

## 주요 시설및 건물
- 금강치안센터 (전북특별자치도 군산시 성산면 철새로 25)
- 금강호 휴게소 (전북특별자치도 군산시 성산면 철새로 25)
- 한국농어촌공사 금강사업단 (전북특별자치도 군산시 성산면 철새로 45)
- HD현대오일뱅크 서진주유소 (전북특별자치도 군산시 성산면 철새로 52)